# リビアの歴史
リビアの歴史（リビアのれきし アラビア語：تاريخ ليبيا）では、リビアに相当する地域の歴史について述べる。

## 先史時代
先史時代、ベルベル人が居住していた。

## 古代地中海世界

### 古代リビュア

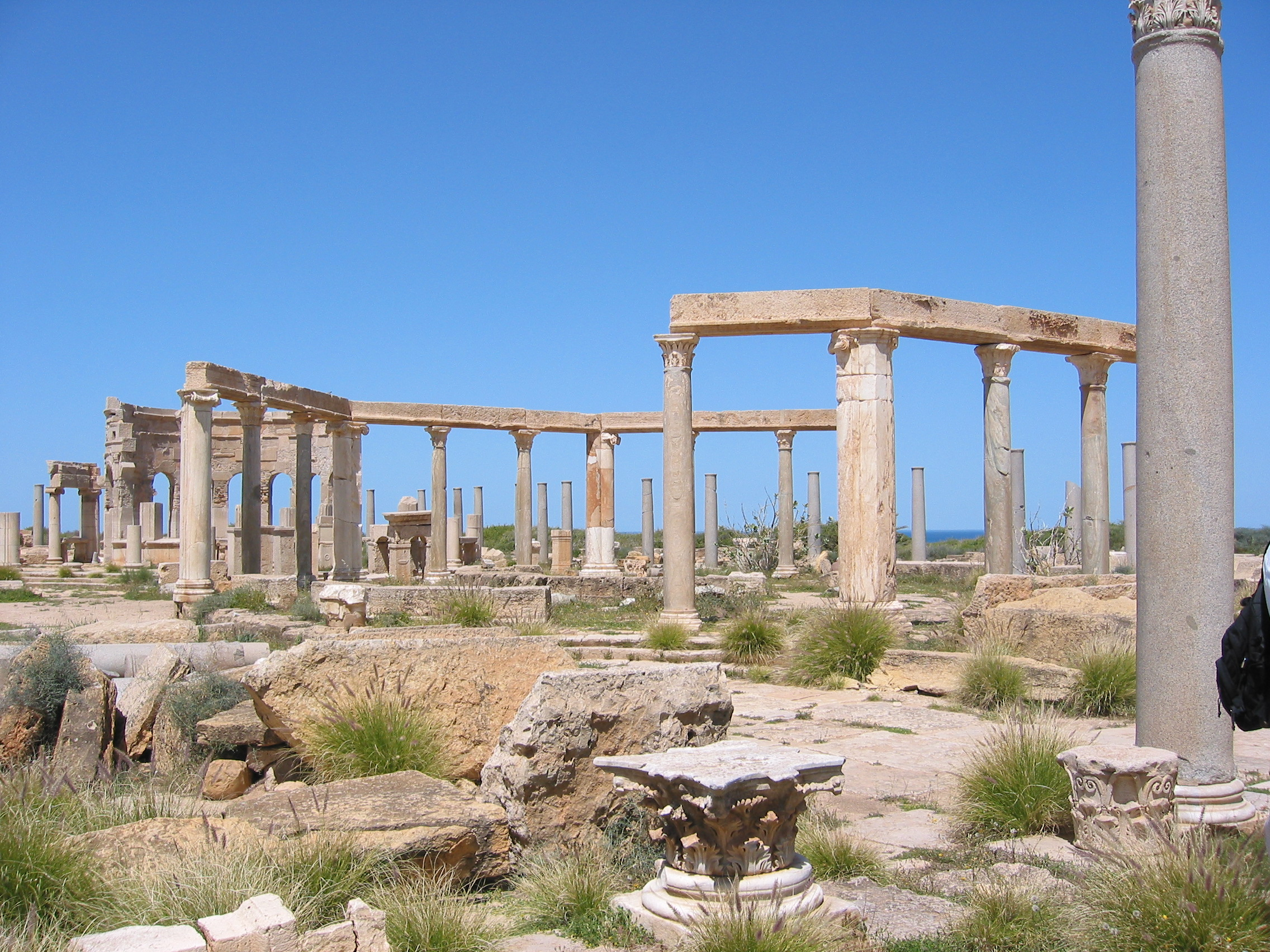
レプティス・マグナの市場跡

地中海沿岸部にギリシャ人やフェニキア人の入植が始まり、ベルベル人は内陸部へ追いやられた一方でキュレネやトリポリといった植民都市が築かれた。キュレネは後に東方のプトレマイオス朝によって支配された。またトリポリはポエニ戦争によってカルタゴを滅ぼした共和政ローマの支配下に入り、アフリカ属州に組み込まれた。そしてプトレマイオス朝の衰退により、紀元前76年にキュレネもローマ属州キレナイカに組み込まれ、リビア全土はローマ帝国領となった。

### ローマ帝国
ローマ帝国の統治下レプティス・マグナなどローマ人の植民市が築かれた。193年にはレプティス・マグナ出身のセプティミウス・セウェルスがローマ皇帝となり、セウェルス朝を築いた。396年にローマ帝国が東西に分裂すると、リビアは東ローマ帝国の支配を受けた。ローマ時代にはキリスト教の布教が行われた。

## リビアのイスラム化
7世紀にアラブ人のウマイヤ朝に征服され、イスラム教が広がった。イスラム教の浸透とともに住民のアラブ化が進んだ。その後アッバース朝、カイラワーンのアグラブ朝、ファーティマ朝、チュニスのハフス朝の支配を受けた。
しかしこのころからヨーロッパのキリスト教勢力とイスラム勢力との地中海を巡る覇権抗争が激化する。レコンキスタを完了し、イベリア半島からイスラム勢力を駆逐したスペインはさらに北アフリカへ攻勢を続行する。1510年にはペドロ・ナバーラ将軍率いる部隊がトリポリを占領した。1517年にマムルーク朝を滅ぼしてエジプトを征服したオスマン帝国も東からリビアに勢力を伸ばし、同年にはキレナイカを攻略した。スペインのアラゴン王フェルナンド2世は1528年にマルタ島の聖ヨハネ騎士団にトリポリを与えたが、ヨハネ騎士団は財政的に孤立し、オスマン帝国の攻勢を凌ぐことができず、1551年にオスマン帝国海軍のスィナン・パシャ提督はトリポリを占領し、リビアはオスマン帝国領となった。

## オスマン帝国属領時代
オスマン帝国統治下のリビアでは「ベイレルベイ」、またはパシャと呼ばれる州総督をトリポリに派遣し「ベイ」を名乗るトルコ系の地元豪族たちを通じて間接的に支配したが、オスマン帝国が衰退期に入るとパシャの権力も弱体化し、ベイたちはイスタンブールのオスマン政府から独立した統治を行うようになった。

## カラマンリー朝
1711年、トリポリ総督のトルコ系軍人アフマド・カラマンリーが自立し、カラマンリー朝が成立した。1722年にオスマン帝国のアフメト3世はやむなくカラマンリーをパシャとして任命し、カラマンリー朝はオスマン帝国に貢納を支払い、オスマン帝国のスルタンよりベイの称号を受けるという形式的な属国として存続を許されることになった。
カラマンリー朝はチュニスやアルジェの支配者と同様に、地中海で海賊活動を行ったが、このことはヨーロッパ諸国との軋轢を生み、19世紀初頭の1801年から1805年まで繰り広げられたアメリカ合衆国との第一次バーバリ戦争に繋がった。一方で1811年にはフェザーンを征服し、カネム・ボルヌ帝国との交易を盛んに行い、衰退していたサハラ交易を復活させた。しかし1830年のフランスによるアルジェリア侵攻をきっかけにイギリスとフランスによる北アフリカへの進出が始まり、オスマン帝国内でこれに対抗すべくリビア再征服の機運が生まれた。1835年にオスマン帝国軍のターヒル・パシャがリビアに侵攻し、カラマンリー朝は滅亡。オスマン帝国は再びパシャをリビアに送り込み、直接統治下に置いた。

## オスマン帝国からイタリアへ

### 伊土戦争

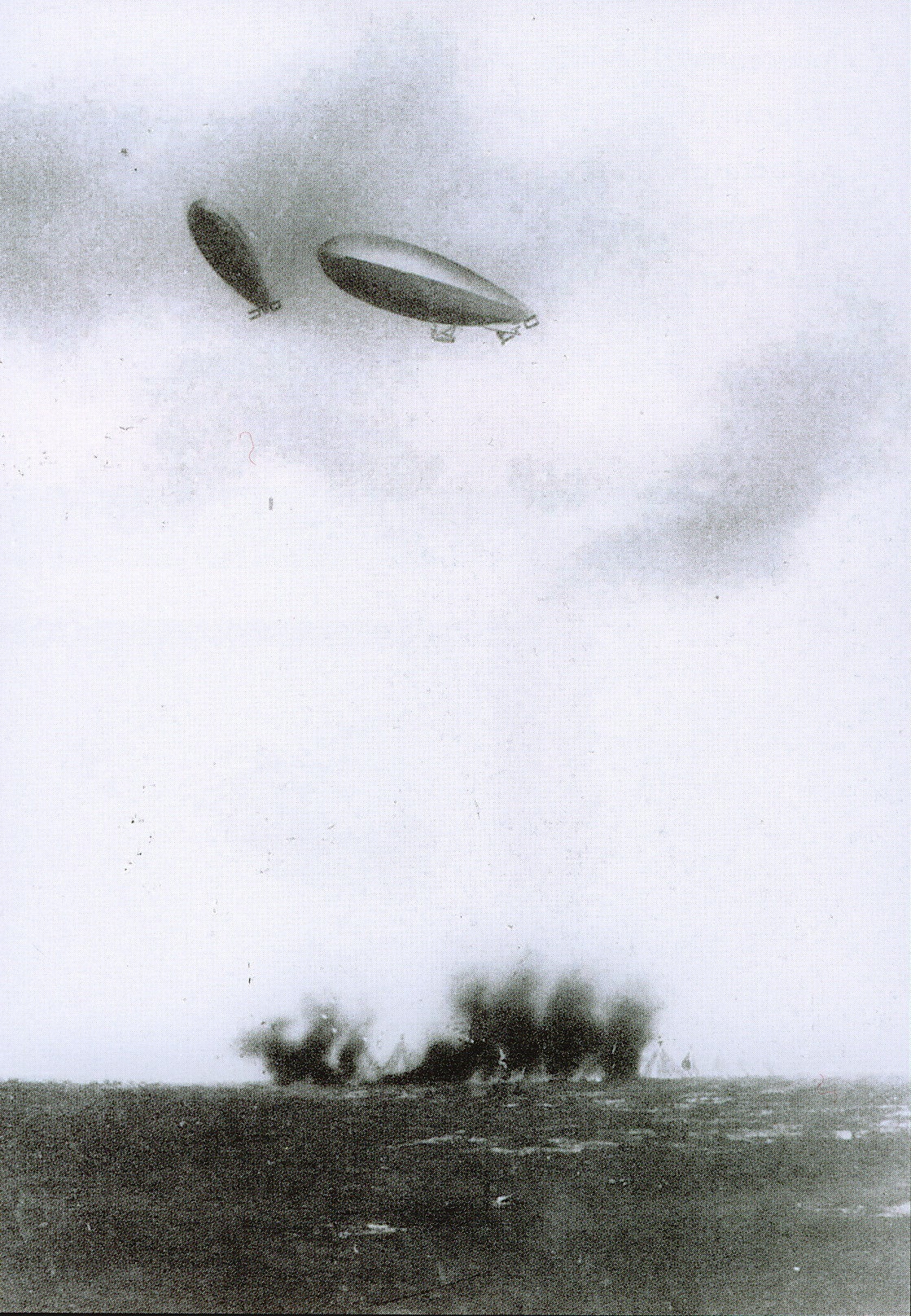
伊土戦争中、リビアを爆撃するイタリア軍の飛行船

オスマン帝国の再支配下では部族の自治が認められると共に、1837年に創立されたイスラーム復古主義的なサヌーシー教団が勢力を増した。しかし1908年の青年トルコ革命後、オスマン政府は方針を一変させサヌーシー教団は弾圧の対象となった。リビアを繋ぎ止めようとするオスマン帝国の努力の裏で、1861年にリソルジメントを達成したサヴォイア朝イタリア王国がこの地への進出を狙い始める。

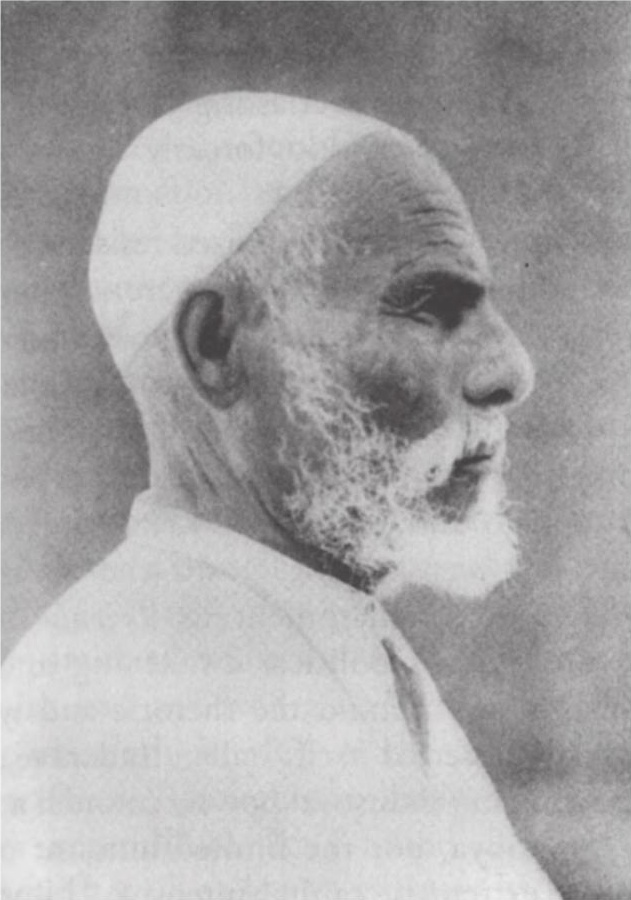
イタリア軍に抵抗を続けたサヌーシー教団の指導者、オマール・ムフタール

1911年、列強の植民地獲得競争に遅れをとっていたイタリアはリビア侵略を目論み、オスマン帝国に宣戦布告、伊土戦争が勃発した。イタリア軍は海上兵力の優位を生かして沿岸部の諸都市を征服し、エンヴェル・パシャとムスタファ・ケマル（後のケマル・アタテュルク）に率いられたオスマン軍とサヌーシー教団に率いられた民兵は内陸部に逃れた。戦争はオスマン帝国の敗北に終わり、1912年にローザンヌ条約が結ばれた。条約に基づいてオスマン軍の撤退が決定し、イタリアはオスマン帝国からトリポリタニアとキレナイカを獲得した。

### イタリア植民地時代（1911 - 1934）
伊土戦争敗北によりイタリアの植民地となったリビアでは地中海沿岸部にイタリア人が入植したが、フェザーンとキレナイカではサヌーシー教団の指導者オマール・ムフタールが、トリポリタニアではベルベル人の指導者スレイマン・バルーニーがそれぞれ激しい抵抗を繰り広げていた。1915年にはイタリアが第一次世界大戦の勃発で軍主力を欧州に集中させた隙をつき、抵抗軍がリビアを奪還した。1918年11月18日にはアブデルラフマン・アッザームによってトリポリタニア共和国の成立が宣言されたが、大戦終結と共にイタリア軍は直ちに軍主力をリビアに戻し、短期間でこの共和国は滅ぼされた。その後もオマール・ムフタールはキレナイカとトリポリタニアの統合を打ち出しながらフェザーンで抵抗を続けたが、1931年に捕えられて処刑。彼の敢闘によりイタリアによるリビアの完全平定は実に1932年にまでもつれこんだ。平定後、三地域はイタリア領リビアとなった。

### イタリア植民地時代（1934 - 1943）
第二次世界大戦中には、 連合国（イギリス）と枢軸国（イタリア、ナチス・ドイツ）の間で激戦が繰り広げられ、北アフリカ戦線ではドイツ軍の将軍エルヴィン・ロンメル、イギリス軍の将軍バーナード・モントゴメリーらが戦闘を繰り広げ、枢軸軍はリビアからエジプトに進出し、一時はアレクサンドリアに迫ったが、エル・アラメインの戦いで敗退すると、同戦線での連合軍の優勢が確定した。

### 連合軍による占領下のリビア（1943 - 1951）
枢軸軍の敗北により、キレナイカとトリポリタニアはイギリスの、フェザーンはフランスの統治下に置かれ、リビアは両国の共同統治領となった。戦後イタリア共和国政府はリビアの返還を要求したが、三国によるリビアの処理は複雑を極めたために、新たに成立した国際連合にリビア問題の処理が任された。1949年に旧イタリア領リビアの独立が国連によって決議された。

## 王政時代

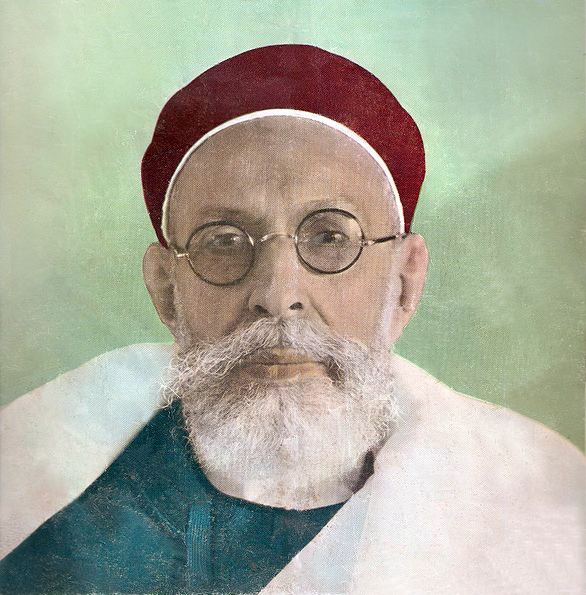
イドリース1世

1951年に憲法が制定され、リビアは、三地域の対立によりキレナイカ、トリポリタニア、フェッザーンの三州による連邦制を認めたリビア連合王国として独立した。連合王国の国王にはキレナイカの首長であり、サヌーシー教団の指導者だったイドリース1世が即位した。キレナイカ出身の首長が国王となったため、連合王国はトリポリとベンガジの二都を首都にした。独立時の人口は約100万人ほどだった。
独立後、イドリース1世は親欧米政策を採り、1955年から国際石油資本によって石油開発が進められた。1963年に連邦制は廃止され、リビア王国が成立した。それまでの貧しい農業国から産油国となったリビアには石油輸出によって貿易収支が改善し、莫大な外貨が流れ込んだ。しかし、石油収入の流入による社会の急激な変化や、高まる汎アラブ主義の波に王政は対応できず、石油収入も大多数の国民には還元されなかった。そのため、徐々に国民の不満は蓄積されていった。

## カッザーフィー政権

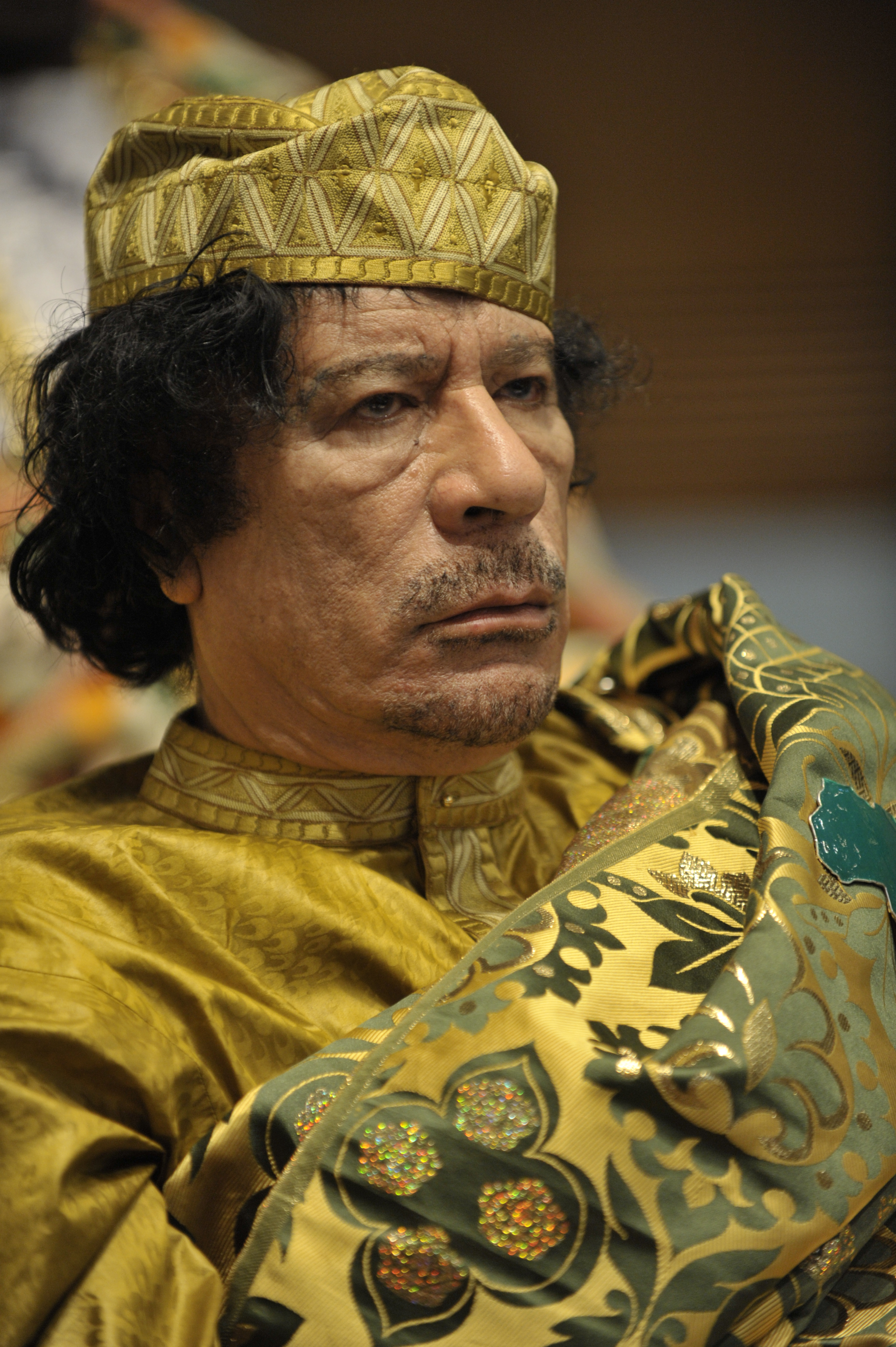
アフリカ連合のサミットに出席するカッザーフィー（2009）

1969年9月1日、ナセル主義者だった27歳のムアンマル・アル＝カッザーフィー（カダフィ）大尉と同志の青年将校たちによるクーデターにより、トルコに滞在中だったイドリース1世が退位し、カッザーフィーを事実上の元首とするリビア・アラブ共和国が成立した。
その後はイスラム原理主義や社会主義やナセル主義やカッザーフィーが著した『緑の書』に基づき国家を建設していったが、1970年代から1990年代までパンアメリカン航空103便爆破事件（1988年）など、数々のテロ支援などでアメリカ合衆国やイギリスなどの欧米諸国と敵対した。このような姿勢からリビアはアメリカ合衆国によってテロ支援国家に指定され、1986年にはアメリカ空軍によりカッザーフィー暗殺のための空爆が行われた。
周辺諸国との関係でも、1974年1月にはチュニジアと共同で合邦を宣言し、アラブ・イスラム共和国（チュニジア・リビア連合）の成立を宣言したが、この連合は即座に消滅した。この後チュニジアとの関係は悪化し、1980年1月27日にチュニジアのガフサで40人以上の死者を出したガフサ事件 (1980年)はリビアが黒幕だったといわれている。1985年にはチュニジア国境に軍隊を集結し、チュニジアを威嚇した。
1973年にはウラン鉱脈のあるチャドとの国境、アオゾウ地帯を占拠。
1978年1月、チャドのハブレ派にリビア軍の援軍を与えて、チャド北部を制圧する（チャド・リビア紛争）。
1980年にはチャドの旧FROLINATによる新連立政権（ハブレ派を含む）と国境紛争を行い、多大な損害を受け、1981年11月に撤退した。1987年、国境を巡ってチャドとトヨタ戦争（英語: Toyota War）が勃発。
このような好戦的な外交姿勢や、相次ぐ政府主導のテロにより、1992年にリビアは国連によって経済制裁を受け、1999年に経済制裁が解除されるまで経済の衰退が進んだ。
しかし、2003年のイラク戦争のころからリビアの姿勢は軟化し、これを受けてアメリカ合衆国はリビアをテロ支援国家指定から解除した。2006年5月15日にアメリカ合衆国はリビアとの国交正常化を発表した。
2002年にはアフリカ連合（AU）の原加盟国となり、カッザーフィーは汎アフリカ主義やアフリカ合衆国構想を主導した。
2004年に国名を大リビア・アラブ社会主義人民ジャマーヒリーヤ国とした。
2011年2月、カッザーフィーの辞職を求める大規模な反政府デモが発生し、政府軍が反体制派を空爆するなどリビアは事実上の内戦に突入。米英仏を中心とする欧米諸国はリビアへの軍事介入を行い、7月にはリビア連絡調整グループが反カッザーフィー勢力であるリビア国民評議会をリビアにおける正統な政府として承認。8月23日に首都トリポリが陥落、10月20日にシルトでカッザーフィーが射殺され、政権は終焉した。

## 現在
2011年10月よりリビア国民評議会が中心となって新政権への移行が行われた。

## 脚註